# Старое Усманово
Ста́рое Усма́ново — село в Камышлинском районе Самарской области России. Административный центр сельского поселения Старое Усманово.

## География
Село расположено в 16 км (около 25 км по дорогам) юго-восточнее районного центра — села Камышла. Через село протекает ручей Мус, впадающий в реку Сок. Высота над уровнем моря — 185 м. Севернее и восточнее села проходит граница с Оренбургской областью.

## Население
Во время переписи 2010 года в селе постоянно проживало 443 жителя, в том числе 214 мужчин (48,3 %) и 229 женщин (51,7 %).

## Инфраструктура
Сообщение с соседними населёнными пунктами осуществляется по автомобильным дорогам, в нескольких километрах севернее села проходит дорога М5 «Урал». Ближайшие железнодорожные станции — разъезд Маклауш и станция Клявлино.